# Гаврилов, Пётр Михайлович
Пётр Миха́йлович Гаври́лов (17 [30] июня 1900 или 30 июня 1900, Альвидино, Казанская губерния, Российская империя — 26 января 1979, Краснодар, Краснодарский край, РСФСР, СССР) — советский офицер, майор, участник обороны Брестской крепости в 1941 году, Герой Советского Союза (1957).

## Биография
Родился 17 (30) июня 1900 в селе Альвидино Лаишевского уезда Казанской губернии. По национальности татарин. Происходил из крещёных татар.
Отец умер ещё до его рождения (по другим данным, когда ему был 1 год).
Окончил Казанскую центральную крещёно-татарскую школу. В ранней юности батрачил, в 15 лет ушёл в Казань и поступил на завод чернорабочим.
Активно участвовал в установлении советской власти в Казани. Весной 1918 года вступил добровольцем в Красную Армию, сражался на Восточном фронте против войск Колчака, затем против войск Деникина и повстанцев на Северном Кавказе. После окончания Гражданской войны остался на службе в армии. В 1922 году вступил в РКП(б).
В сентябре 1925 года окончил Владикавказскую пехотную школу; женился и усыновил мальчика-сироту. В 1939 году окончил Военную академию имени Фрунзе.
В звании майора назначен командиром 44-го стрелкового полка 42-й стрелковой дивизии.
Участник Советско-финляндской войны 1939—1940 годов. По окончании войны его полк был переведён в Западную Беларусь, с мая 1941 года дислоцировался в Бресте и Брестской крепости.

## Оборона Брестской крепости и плен
После нападения немцев на крепость возглавил группу бойцов из 1-го батальона своего полка и мелких разрозненных подразделений 333-го и 125-го стрелковых полков, во главе которой сражался на валу у Северных ворот Кобринского укрепления; затем возглавлял гарнизон Восточного форта, где с 24 июня сосредоточились все защитники Кобринского укрепления. Всего у Гаврилова насчитывалось около 400 человек с двумя зенитными орудиями, несколькими 45-мм пушками и четырёхствольным зенитным пулемётом.
Вечером 29 июня 1941 года после бомбардировки Восточного форта (одна из бомб весом в 1,8 тонны угодила во внутреннюю подкову форта и, возможно, явилась причиной подрыва склада боеприпасов защитников) Гаврилов с остатками своей группы (12 человек с четырьмя пулемётами) стал укрываться в казематах. Несколько дней группа совершала вылазки, пока не была рассеяна.
Оставшись один и будучи тяжело раненным, 23 июля попал в плен. По описанию лечившего его в госпитале доктора Вороновича:

«…пленный майор был в полной командирской форме, но вся одежда его превратилась в лохмотья, лицо было покрыто пороховой копотью и пылью и обросло бородой. Он был ранен, находился в бессознательном состоянии и выглядел истощённым до крайности. Это был в полном смысле слова скелет, обтянутый кожей. До какой степени дошло истощение, можно было судить по тому, что пленный не мог даже сделать глотательного движения: у него не хватало на это сил, и врачам пришлось применить искусственное питание, чтобы спасти ему жизнь. Но немецкие солдаты, которые взяли его в плен и привезли в лагерь, рассказали врачам, что этот человек, в чьём теле уже едва-едва теплилась жизнь, всего час тому назад, когда они застигли его в одном из казематов крепости, в одиночку принял с ними бой, бросал гранаты, стрелял из пистолета и убил и ранил нескольких гитлеровцев».— Смирнов С. С. Брестская крепость, 1965 
Содержался в лагерях Хаммельбург и Равенсбрюк до мая 1945 года.

## После войны
После освобождения из немецкого плена был отправлен в фильтрационный лагерь на Дальнем Востоке. Проверку закончили к июню 1946 года. Фактов сотрудничества с нацистами не было, факт добровольной сдачи в плен не подтвердился. Тезис, что Гаврилов служил начальником лагеря японских военнопленных, никогда им самим не подтверждался и появился в биографии позже, чтобы объяснить полтора года биографии. Гаврилова исключили из ВКП(б), по причине «утрата партбилета», лишили воинского звания и награды — медали «XX лет Рабоче-Крестьянской Красной Армии».
После освобождения вернулся в Татарскую АССР. В родной деревне его встретили настороженно. Как бывшего пленного на работу в колхоз не взяли. Сам Пётр Михайлович рассказывал, что односельчане кидали вслед картошкой, как в предателя. В поисках работы отправился в райцентр, устроился на гончарную фабрику. Через год уехал в Краснодар. Как бывший военнопленный смог найти работу только чернорабочим на базе. По свидетельству жителей Славянского микрорайона Краснодара, работал золотарём — чистил выгребные ямы уличных туалетов. Потом через новых друзей устроился экспедитором на Краснодарский приборостроительный завод.

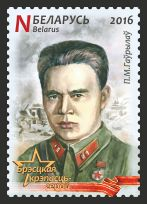
Почтовая марка Белоруссии, посвящённая П. Гаврилову. 2016 г.

Позже в Краснодаре встретил женщину с не менее сложной судьбой, потерявшей семью, и женился во второй раз. Жили они на окраине Краснодара в Славянском микрорайоне, по улице 1-я линия, в полуземляном саманном домике. В этой окраине селилось много демобилизованных военных, которые старались держаться вместе и помогать друг другу, в том числе и бывшим военнопленным и узникам концлагерей. Детей во втором браке не было. Свою первую жену Екатерину Григорьевну и сына он считал погибшими.
В начале 1950-х годов писатель Сергей Смирнов в поисках материала для книги начал своё собственное расследование про защиту Брестской крепости. Он нашёл Гаврилова и других защитников крепости и сделал их подвиг достоянием общественности. Это был первый случай, когда стали восстанавливать забытые подвиги Великой Отечественной войны.
После выхода на радио в 1955 году цикла передач под названием «В поисках героев Брестской крепости», их автором, Сергеем Смирновым, в 1956 году была написана, и в 1957 году издана книга «Брестская крепость», в которой был показан подвиг гарнизона крепости. Гаврилов стал народным героем. Он был восстановлен в партии, в звании, ему вернули награды.
В Бресте в 1956 году торжественно собрали живых защитников крепости, и одна из местных жительниц рассказала о судьбе семьи Гаврилова. Первая жена и приёмный сын оказались живы. Они попали в лагерь для перемещённых лиц в июле 1941 года. У немцев тоже была неразбериха с огромным количеством людей, и Екатерина Гаврилова с Колей сбежали. Их приютили в одном из глухих сёл Брестской области. Позже Коля ушёл в партизаны.

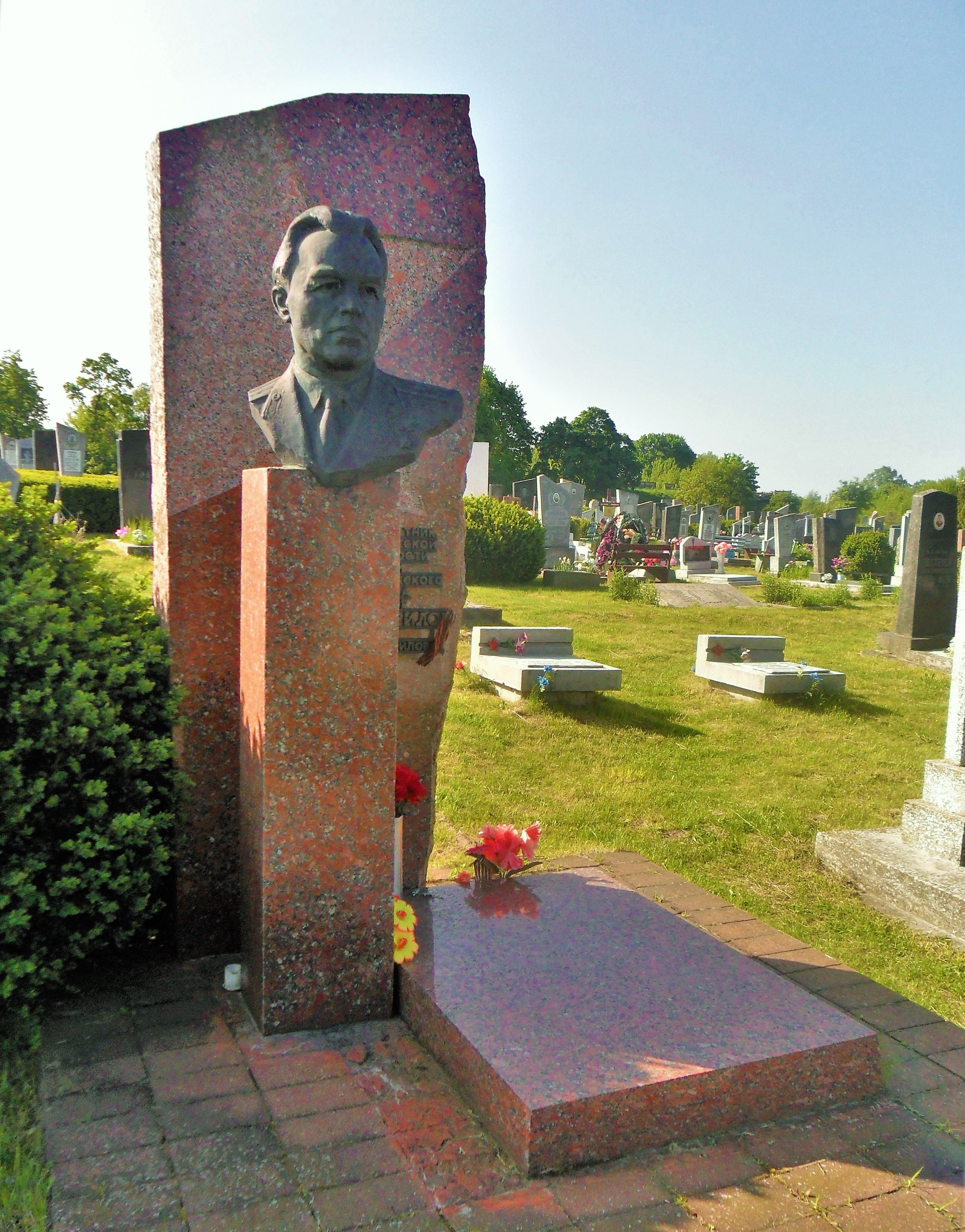
Памятник на Гарнизонном кладбище Бреста

В 1952 году Екатерину Гаврилову парализовало. В 1956 году она содержалась в Косовском районном доме инвалидов. Сына Николая органы госбезопасности нашли на срочной службе в армии. Пётр Гаврилов увёз первую жену в Краснодар, но Екатерина прожила лишь несколько месяцев и скончалась в декабре 1956 года. Похоронена на Всесвятском кладбище Краснодара, могила утеряна. Приёмного сына Николая Екатерина больше не увидела, так как он был уволен в запас с опозданием в декабре 1956 года.
Указом Президиума Верховного Совета СССР от 3 января 1957 года за образцовое выполнение воинского долга при обороне Брестской крепости и проявленные при этом отвагу и героизм Гаврилову Петру Михайловичу присвоено звание Героя Советского Союза с вручением ордена Ленина и медали «Золотая Звезда» (№ 10807).
Впоследствии Гаврилов совершил ряд поездок по СССР, активно занимался общественной работой. К нему стали ездить делегации, кинематографисты и журналисты. Гаврилову выделили трехкомнатную квартиру в новостройке. С 1968 года и до конца жизни жил в Краснодаре в доме 103 на Светлой улице (в 1980 году она была переименована в улицу Гаврилова). В 1971 году участвовал в торжественной церемонии открытия Мемориального комплекса «Брестская крепость-герой».
Скончался в Краснодаре 26 января 1979 года. Похоронен с воинскими почестями на гарнизонном мемориальном кладбище Бреста рядом с его боевыми товарищами согласно завещанию.

## Память
- Именем Гаврилова названы улицы в Казани, Бресте, Краснодаре, Иркутске и Пестрецах.
- Его именем также был назван колхоз в родной деревне Альвидино.
- Именем П. М. Гаврилова назван пик в Центральном Тянь-Шане.
- В Альвидине, родном селе Петра Гаврилова, открыт музей[13].
- Мурал с изображением, посвящённый защитнику Брестской крепости Герою Советского Союза майору Петру Гаврилову, на здании на одноимённой улице в Бресте (2021)[14].
- Имя П. М. Гаврилова присвоено средней школе № 23 в Бресте[15]. Одна из экспозиций в школьном музее посвящена П. М. Гаврилову.
- Имя П. М. Гаврилова носит пионерская дружина средней школы № 22 в Бресте.

## В филателии
- В 2015 году выпущены в обращение конверты серии «Герои Советского Союза», посвящённые Кижеватову А. М., Гаврилову П. М., Пустельникову С.С., Усову В. М., Казакевичу Д. В.
- 22 июня 2016 года Белпочтой выпущена в обращение марка «П. М. Гаврилов»[16].

## Отражение в искусстве
После выхода в 1957 и 1959 годах своих первых книг о защитниках Брестской крепости («Брестская крепость» и «Герои Брестской крепости»), С. С. Смирнов посвятил десять лет новому, существенно переработанному и дополненному, изданию книги «Брестская крепость»:

«Эта книга — плод десятилетней работы над историей обороны Брестской крепости: многих поездок и долгих раздумий, поисков документов и людей, встреч и бесед с вами. Она окончательный итог этой работы.
О вас, о вашей трагической и славной борьбе ещё напишут повести и романы, поэмы и исторические исследования, создадут пьесы и кинофильмы. Пусть это сделают другие. Быть может, собранный мной материал поможет авторам этих будущих произведений. В большом деле стоит быть и одной ступенькой, если эта ступенька ведёт вверх.
Десять лет назад Брестская крепость лежала в забытых заброшенных развалинах, а вы — её герои-защитники — не только были безвестными, но, как люди, в большинстве своём прошедшие через гитлеровский плен, встречали обидное недоверие к себе, а порой испытывали и прямые несправедливости».— Смирнов С. С. Открытое письмо героям Брестской крепости, 1964.
 За неё С. С. Смирнов был удостоен Ленинской премии 1965 года в области литературы и журналистики.
Личные воспоминания П. М. Гаврилова были дважды изданы в Краснодаре: в 1975 и 1980 годах.
Кроме того, подвиг майора Гаврилова был показан в ряде кинофильмов:
- Фильм «Бессмертный гарнизон» 1956 года.
- Фильм «Битва за Москву» 1985 года (роль Гаврилова исполнил Ромуалдс Анцанс).
- Фильм «Брестская крепость» 2010 года (роль Гаврилова исполнил Александр Коршунов).